# Rådvad Knivfabrik ca. 1920
|  | Denne artikel er oprettet af botten Steenthbot ud fra en ekstern database. Den kan derfor have sproglige fejl eller mangler. Denne skabelon kan fjernes efter kontrol af indholdet. |

Rådvad Knivfabrik ca. 1920 er en dansk dokumentarfilm.

## Handling
Afpudsning.
Plovskær. Afklipning af stål.
Presning.
Formning.
Skaftning.
Pladerne skæres ud.
Skærpning.
Hærdning og afkøling.